# Panzerzug Rzepicha
Der Panzerzug Rzepicha (deutsch: Rübe) war ein improvisierter polnischer Panzerzug aus der Zeit des Polnisch-Sowjetischen Krieges von 1919.

## Geschichte
Am 30. Mai 1919 wurden zwei neue Panzerzüge in Posen aufgestellt und in Dienst genommen. Diese waren der Panzerzug Rzepicha und der Panzerzug Danuta. Das Rollmaterial des Panzerzug Rzepicha bestand aus, in der Nähe von Rynarzewo, erbeuteten deutschen Wagen des Panzerzug 22 der Reichswehr. Zusammen mit dem Panzerzug Goplana bildeten die drei Panzerzüge die 2. Panzerzugdivision.

## Lokomotive
Die Dampflokomotive des Panzerzug Rzepicha war komplett gepanzert und befand sich in der Mitte des Zuges.

## Artilleriewagen

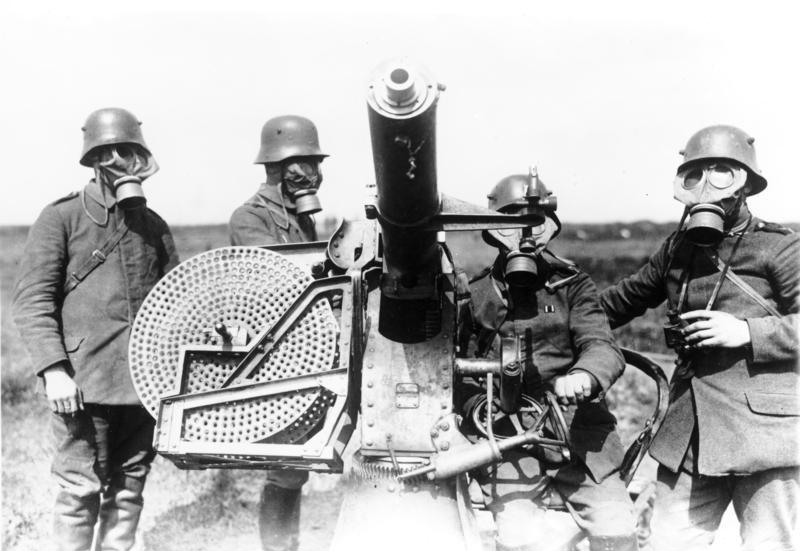
3,7-cm-Maschinenkanone Maxim-Nordenfelt

Der Panzerzug Rzepicha verfügte über mindestens einen Artilleriewagen, welcher mit einer 3,7-cm-Maschinenkanone Maxim-Nordenfelt deutscher Herkunft ausgerüstet war. 

## Maschinengewehrwagen
Weiterhin verfügte der Panzerzug über mehrere Maschinengewehrwagen. Diese waren ehemalige gedeckte Güterwagen, deren Seiten mit Stahlplatten verstärkt wurden. Um den Panzerschutz im Inneren der Wagen zu verbessern, wurden die Wände mit Holzplanken verstärkt und Schießscharten eingebaut. Auf dem Dach verfügten einige Wagen über runde, gepanzerte Beobachtungsstände mit mehreren Sichtschlitzen.

## Einsatz
Ab Juni 1919 kam der Panzerzug Rzepicha bei stark gefährdeten Gebieten in Großpolen und Schlesien zum Einsatz. Am 6. Juni kam es zu einem schweren deutschen Angriff in der Nähe von Tarków mit hohen Verlusten auf beiden Seiten, an dem der Panzerzug teilnahm.
Im November bildete der Panzerzug Rzepicha zusammen mit dem Panzerzug Goplana und weiteren Infanterie-Kräften die Großpolnische Division. Nachdem die Armee im Februar 1920 zur Polnischen Armee umgegliedert wurde, wurden beide Panzerzüge zusammengefasst und weiter als Panzerzug Rzepicha geführt.
Aufgrund der immer weniger werdenden Kämpfe wurde der Panzerzug Rzepicha am 5. Mai 1920 in Warschau aufgelöst.

## Personal
- Panzerzugkommandant
  - Hipolit Machaj
- Panzerzugmitglieder
  - Gefreiter Stanisław Wieliński († 6. Juni 1919)
  - Józef Niedzielski († 6. Juni 1919)
  - Marzejewski († 6. Juni 1919)